# Flairbartending
Der Ausdruck Flairbartending bezeichnet die artistische Präsentation der Arbeit an der Bar. Unter anderem ist Flairbartending auch unter den Begriffen Showbarkeeping, Freestyle, Showmixen und Showbartending bekannt. Hierbei wird mit Flaschen jongliert, geworfen und ein Cocktail auf künstlerische Art gemixt. 

## Flairbartending
Flairbartending unterteilt sich in die Bereiche Showflair (exhibition flair) und Workingflair.

### Showflair
Show-Flair ist die Art von Flair Bartending, die zur Unterhaltung und bei Wettbewerben ausgeführt wird. Sie beinhaltet im Allgemeinen längere, einstudierte Bewegungsabläufe. Das erfordert eine spezielle Vorbereitung und Aufstellung der Flaschen und anderen Zubehörs. Show-Flair beinhaltet oftmals Tricks und Bewegungsabläufe mit mehreren Flaschen oder Shakern. Jonglieren ist ein beliebtes Beispiel für Show-Flair in den USA. Beim Showflair werden meist Flaschen mit 4 cl Inhalt verwendet. In erster Linie geht es bei dieser Art zu mixen um die Show, weniger um die Produktion. Die Flaschen sind nur gering befüllt, um das Gewicht zu verringern und die Flugeigenschaften zu verbessern.

### Workingflair
Beim Workingflair wird normalerweise mit vollen und halbvollen Flaschen gearbeitet, wie es den regulären Arbeitsbedingungen eines Bartenders entspricht. Es ist eine Mischung aus Show und der effektiven Produktion von Cocktails. Gearbeitet wird mit schnellen, leichten und einfachen Bewegungen, die ohne dass der Service leidet, durchgeführt werden können. Meist bezieht Arbeitsflair Gläser, eine Flasche, Flasche und Shaker, Garnituren oder gelegentlich zwei Flaschen mit ein. Die Figuren sind beim Workingflair in der Regel weniger waghalsig, um Gäste nicht zu gefährden, und natürlich sollte auch der Drink in einer angemessenen Zeit fertiggestellt sein.
Zur Übung werden Flairbartendingflaschen aus sehr robustem Hartplastik verwendet.

### Entstehung und Geschichte
Flairbartending, damals noch Olympic Bartending genannt, entstand Ende der 1970er, Anfang der 1980er Jahre in den USA als zusätzliche Attraktion für Gäste in Bars und Vergnügungslokalen. Eine sehr große Bedeutung für die Verbreitung des Flairbartendings hatte auch die System-Gastronomiekette TGI Fridays (Thank God it´s Fridays), die diese kunstvolle Zubereitung eines Cocktails zu einem Teil ihres Konzeptes machte. Dieses Konzept von TGI Fridays beinhaltete eine sehr intensive Schulung des Barmanns im klassischen Bereich und auch im Showbartending. 

### Wettbewerbe und Organisationen
Neben der Arbeit an der Bar, wo viele Bartender ihre Arbeit durch Flaireinlagen unterstreichen, gibt es weltweit Flairbartendingwettkämpfe. Die Deutsche Barkeeper-Union (DBU) veranstaltet seit 10 Jahren im Rahmen der World Cocktail Competition einen eigenen Wettbewerb im Flairtending. Für die Wettbewerbe im Flairtending gelten eigene, von der International Bartenders Association festgelegte Regeln. 1997 wurde eine eigene Organisation als Interessenvertretung und Netzwerk für das Flairbartending gegründet, die Flair Bartenders' Association (FBA).

### Rezeption
Flairbartending als eigenständige Show-Disziplin wurde in Europa vor allem durch den Film Cocktail bekannt. Für die Jonglage-Nummern wurden Bryan Brown und Tom Cruise von J. B. Bandy trainiert, der zuvor für die Restaurant-Kette TGI Friday's Schulungsvideos zum Erlernen von Flairbartending erstellt hatte.